# Alangium ridleyi
Alangium ridleyi är en kornellväxtart som beskrevs av George King. Alangium ridleyi ingår i släktet Alangium och familjen kornellväxter. Inga underarter finns listade i Catalogue of Life.